# Andrzej Kłopotowski

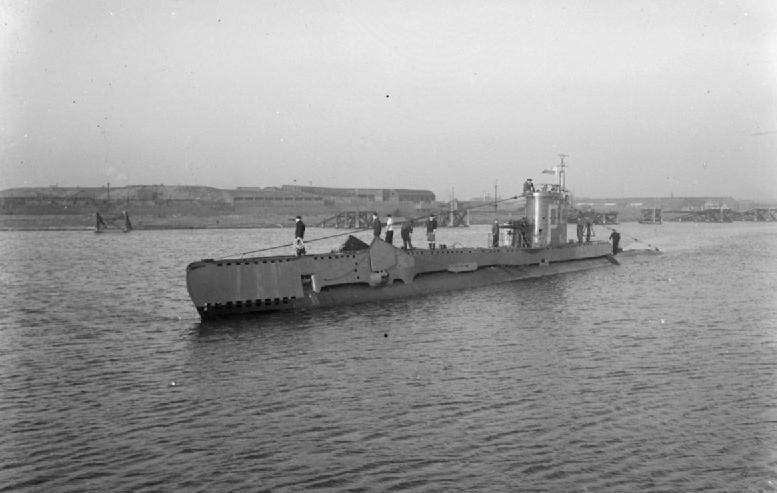
ORP Dzik

Andrzej Kłopotowski (né le 8 septembre 1917 dans le Caucase - mort le 13 septembre 2004 à Gdynia) est un sous-marinier polonais lors de la Seconde Guerre mondiale.

## Biographie

### Jeunesse
Andrzej Marian Kłopotowski est né le 8 septembre 1917 dans le Caucase. Après la Première Guerre mondiale il s‘installe avec sa famille en Pologne. En 1935 il est reçu bachelier et le 15 novembre de la même année il entre à l'école navale. Dans le cadre de sa formation il effectue une croisière sur le navire-école ORP Iskra aux Açores  et en Méditerranée. Le 15 octobre 1938 il est promu podporucznik (enseigne de vaisseau). Ensuite il suit un cours d'application pour les enseignes de vaisseau, le 15 décembre 1938 il devient officier de navigation sur le navire-école ORP Wilia (en). Le 3 février 1939 il prend le commandement d'un peloton de l'aéronavale à Puck. Le 8 mai de la même année il devient officier torpilleur sur le destroyer ORP Błyskawica. 

### Seconde Guerre mondiale
Le 30 août il part pour l'Angleterre à bord de Błyskawica dans le cadre de plan Pékin. En 1940 il est transféré à sa demande dans la flotte sous-marine. Du 20 octobre 1940 au 1er janvier 1941 il sert en tant qu'officier de navigation sur le sous-marin ORP Wilk ensuite il devient officier torpilleur sur l'ORP Sokół. Le 31 mars 1942 il est légèrement blessé au cours d'une attaque aérienne, Sokół endommagé est envoyé en réparation. Pendant ce temps-là, Kłopotowski suit le stage de commandant de sous-marins. Le 12 décembre 1942 il devient l'officier en second de l'ORP Dzik à bord duquel il participe aux convois et patrouilles en Méditerranée, à l'opération Husky et au blocus du Golfe de Gênes. Du 11 octobre au 25 novembre 1943 il commande le Dzik lors d'une patrouille en Mer Égée et y coule au canon la goélette grecque Agios Andreas (alors en service de l'Allemagne nazie). Il revient en Grande-Bretagne le 8 avril 1944 pour devenir enseignant à l'école navale. Le 6 janvier 1945 il prend le commandement de l'ORP Dzik avec lequel il patrouille les eaux de Skagerrak et de la Mer de Norvège. Le 1er août 1945 il rend le sous-marin à la Royal Navy.

### En exil
Après la fin des hostilités, Kłopotowski décide de rester à l'Ouest de crainte de represions staliniennes. Au début des années 1950 il dirige l'entreprise commerciale K.G. Food avec deux anciens officiers polonais: Zbigniew Plezia et Karol Góralczyk. Ensuite il s'installe à Malte où il remplit la fonction d'expert du gouvernement pour les relations avec la République populaire de Pologne. Il est un membre de l'Association de la Marine de guerre (Stowarzyszenie Marynarki Wojennej).

### Retour en Pologne
En 1990 il revient en Pologne avec sa femme Barbara, d'abord ils habitent à Varsovie et au milieu des années 1990 il deménagent à Gdynia. Il est membre de la Fraternité des sous-marins.
Andrzej Kłopotowski s'éteint le 13 septembre 2004. Il est enterré au cimetière de la Marine de Guerre.

## Décorations
- Croix d'argent de l'Ordre militaire de Virtuti Militari
- Croix de commandeurr de l'Ordre Polonia Restituta
- Croix de la Valeur (Krzyż Walecznych) - 2 fois
- Médaille maritime (Medal Morski) - 4 fois
- Deltagermedaljen (Norvège)
- Distinguished Service Cross

## Œuvre
- Moja wojna. Wspomnienia ostatniego dowódcy ORP „Dzik”, Oficyna Wydawnicza Finna. Seria z Kotwiczką, Gdańsk 2002